# Maíz morado
El maíz morado es un conjunto de variedades de Zea mays que poseen un fruto (infrutescencia) de color morado. Crecen principalmente los Andes de Perú, Bolivia.
Es una variedad con la que se preparan diversas recetas prehispánicas y son gastronomía local de la huasteca mexicana.
En México es muy conocida esta variante de maíz morado o negro por dar lugar al ya famoso "atole morado" y tamales morados e incluso las tortillas moradas.
Existen en Sudamérica diferentes variedades de maíz morado, todas derivadas de una línea más ancestral denominada k'culli (término quechua), y que aún es cultivada en Perú, Bolivia y Argentina. Su color se debe a las antocianinas, un pigmento hidrosoluble y natural que se encuentra también en el arándano, la cereza o la frambuesa.
- Morado mejorado (derivados de Caraz): PVM-581, para siembra en sierra media; PVM-582, para costa central, altura cercana a los 2m, precocidad de floración masculina, 90 a 100 días.

- Morado caraz: usado para siembra en sierra.

- Arequipeño (var. Tradicional), color  poco intenso, presenta mucha variabilidad, es más precoz que los anteriores.

- Cusco morado: tardío, granos grandes dispuestos en mazorcas de hileras bien definidas.

- Negro de Junín: en la sierra centro y sur llegando hasta Arequipa.

El maíz morado se usa desde la época preinca y ha sido representado en diferentes objetos cerámicos de la cultura Mochica que datan de hace más de 2.500 años.
En el Perú es muy popular la "chicha morada" y la "mazamorra morada" preparadas con este maíz.
El colorante que caracteriza es una antocianina llamada cianidin-3-b-glucosa, se encuentra tanto en los granos como en la coronta.  

## Variedades centroamericanas
En Costa Rica existen varios tipos de maíces morados, destacando especialmente el pujagua (del náhuatl: «puxauac», blando) y el maíz congo, ambos de consumo tradicional en la provincia de Guanacaste.
En México se encuentra también maíz morado o púrpura, en varios tipos como el nal tel originario de Yucatán, que además puede conseguirse con granos de tono blanco o amarillo.
Sin embargo, según análisis filogenéticos recientes, las especies centroamericanas de maíz tienen una evolución diferente a las especies sudamericanas.